# Rhodostrophia angustuniaria
Rhodostrophia angustuniaria là một loài bướm đêm trong họ Geometridae.